# Lilla Gäddsjön, Västergötland
Lilla Gäddsjön är en sjö i Laxå kommun i Västergötland och ingår i Motala ströms huvudavrinningsområde. Lilla Gäddsjön ligger i Tivedens nationalpark (västra) Natura 2000-område. Sjöns area är 0,004 kvadratkilometer och den är belägen 185 meter över havet.